# Красная армия (фильм)
«Красная Армия» (англ. Red Army) — документальный фильм 2014 года режиссёра, продюсера и сценариста Гейба Польски, посвященный советскому доминированию в мировом хоккее во время Холодной войны. Продюсерами картины совместно с Польски выступили Джерри Вайнтрауб и Вернер Херцог. Премьера фильма состоялась на фестивале в Каннах 2014 года, показы в отдельных кинотеатрах под дистрибуцией Sony Pictures Classic начались 22 января 2015 года.
Фильм дебютировал в Северной Америке на Международном кинофестивале в Торонто в 2014 году. Он также был выбран в качестве открытия церемонии Московского международного кинофестиваля в 2014 году.

## Сюжет
Фильм подробно описывает связь между спортом и политикой. Фильм также повествует о том, как игроки были обмануты разведчиками Национальной хоккейной лиги. Фильм особенно жесток в отношении безжалостной тактики тренера Виктора Тихонова, о котором ни один из игроков не имеет доброго слова. Тихонов умер в ноябре 2014 года.
В фильме присутствуют редкие архивные кадры.

## Критика
Ведущий кинокритик The New York Times Энтони Скотт заявил, что «Красная Армия» — «дикая и захватывающая история, напоминающая романы Толстого и абсурдистские произведения Гоголя». Журнале Time отозвался о нём, как о «радостном и живом фильме, рассказывающем историю, выходящую за рамки своего времени и идеологии». Скотт Фейнберг из Hollywood Reporter сказал, что фильм был «одним из лучших документальных фильмов, которые он когда-либо видел».